# فلاديمير بيسيتش
فلاديمير بيسيتش هو عالمٌ من الجبل الأسود، وهو أحيائيٌ خبيرٌ في سوس الماء (الاسم العلمي: Hydrachnidiae)، وهو مؤلفٌ مُشارك في سلطة الأصناف لأنواعٍ جديدة من حلزون المياه العذبة (الاسم العلمي: Valvata montenegrina). يعملُ في قسم علم الأحياء بجامعة الجبل الأسود في بودغوريتشا.

## أنواع بحرية وصفها بيسيتش
يسرد السجل العالمي للأنواع البحرية الأنواع التالية:
- Litarachna antalyaensis Pešić
- Litarachna bruneiensis Pesic
- Litarachna caribica Pesic
- Litarachna enigmatica Pešić
- Litarachna muratsezgini Pešić
- Litarachna smiti Pesic
- Pontarachna arabica Pesic
- Pontarachna nemethi Pesic
- Pontarachna turcica Pešić